# Пудовкин, Денис Евгеньевич
Дени́с Евге́ньевич Пудо́вкин (13 августа 1976, Ногинск, РСФСР, СССР — 3 сентября 2004, Беслан, Северная Осетия — Алания, Россия) — российский военнослужащий, сотрудник Управления «В» («Вымпел») Центра специального назначения Федеральной службы безопасности Российской Федерации, прапорщик, погибший при освобождении заложников во время теракта в Беслане. Посмертно награждён орденом «За заслуги перед Отечеством» IV степени.

## Биография
Денис Пудовкин родился 13 августа 1976 года в городе Ногинске Московской области. Под влиянием отца он с ранних лет много времени посвящал спорту: Пудовкин занимался в секции дзюдо, бегал кроссы и катался на лыжах. В 13 лет Денис приступил к занятиям в военно-патриотическом клубе «Россия», где тренер Владимир Федорцов, впоследствии ставший другом Пудовкина, обучал детей рукопашному бою. По воспоминаниям Федорцова, Денис очень серьёзно подходил к тренировкам; его любимыми дисциплинами были борьба и стрельба. В рамках клуба часто проводились встречи школьников с кадровыми военными и сотрудниками спецподразделений, которые делились с ребятами опытом своей работы; эти мероприятия особенно нравились Денису Пудовкину.   
После окончания школы Пудовкин был призван на службу в воздушно-десантные войска. По завершении службы в армии он вернулся в родной город и поступил на работу в ногинскую милицию, где сначала занимал должность во вневедомственной охране, а после этого работал оперуполномоченным. Позднее, после сдачи всех необходимых тестов, Денис был зачислен в отряд спецназа МВД СОБР по Московской области, где за меткую стрельбу его назначили на должность снайпера. В составе отряда милицейского спецназа он принял участие в боевых действиях в Чечне, в ходе которых был награждён медалью «За отвагу».
По личной рекомендации своего тренера Владимира Федорцова, который был внештатным инструктором по рукопашному бою в Управлении «В» ЦСН ФСБ России, в 2003 году Денис Пудовкин поступил на работу в спецподразделение «Вымпел». Сложнейшие нормативы, необходимые для зачисления, Денис сдал с первого раза. За весёлый нрав и храбрость в бою Пудовкин получил у своих товарищей прозвище «Гусар». 

### Последний бой в Беслане

Могила Пудовкина на Николо-Архангельском кладбище Москвы.

1 сентября 2004 года Денис Пудовкин в составе своего подразделения прибыл в город Беслан республики Северная Осетия — Алания, где более тридцати террористов под командованием Руслана Хучбарова захватили в заложники свыше 1100 детей и взрослых в здании школы № 1.
Когда 3 сентября 2004 года в школьном спортзале произошло два взрыва, Денис Пудовкин вместе со своим командиром Олегом Ильиным проводил рекогносцировку местности возле здания школы. После того, как террористы начали расстреливать из окон убегавших женщин и детей, Ильин и Пудовкин, встав в полный рост, открыли огонь по боевикам, прикрывая заложников. В ходе перестрелки оба спецназовца были ранены, но не вышли из боя, продолжая эвакуировать детей из зоны обстрела. Во время штурма группа Пудовкина должна была зачистить помещения второго этажа школы. Проникнув на второй этаж и проследовав к актовому залу, штурмовая группа натолкнулась на ожесточённое сопротивление террористов, попытавшихся прорваться на второй этаж по лестнице, ведущей из столовой. Денису Пудовкину удалось застрелить одного из боевиков, но и сам он при этом был смертельно ранен пулемётной очередью. Вскоре после Пудовкина погиб и Олег Ильин.
За проявленные в ходе штурма мужество и героизм Пудовкин был посмертно награждён орденом «За заслуги перед Отечеством» IV степени с изображением мечей.
7 сентября 2004 года Денис Пудовкин был похоронен на Николо-Архангельском кладбище г. Москвы вместе с восемью другими погибшими в Беслане сотрудниками «Альфы» и «Вымпела».

## Награды
- Орден «За заслуги перед Отечеством» IV степени с мечами (2004, посмертно);
- Медаль «За отвагу» (1999);
- Медаль «За отличие в охране общественного порядка».

## Память
С 2005 года в городе Ногинске проводится фестиваль боевых искусств, посвящённый памяти Дениса Пудовкина. На центральной площади его родного города, а также на месте его гибели на втором этаже бесланской школы № 1 были установлены мемориальные доски.

## Семья
Жена Ольга и сын Ярослав.